# Arheološko nalazište Uvala Špinut – antička luka
Arheološko nalazište Uvala Spinut - antička luka nalazi se u uvali Špinut na sjevernoj strani Marjanskog poluotoka, u Splitu. Datirana je od 2. stoljeća pr. Kr. do 4. stoljeća.

## Opis
Lokalitet obuhvaća ostatke antičke priobalne konstrukcije iz 2. st. pr. Kr. do 4. stoljeća. Utvrđena je kompleksna priobalna konstrukcija izrađena od sekundarno uporabljenih amfora te kamenog nasipa i drvenih pilona, greda, dasaka, kolaca i šiblja. Slučajni arheološki nalaz zidanog kamenog objekta potvrđuje da se antički ostaci pružaju i duž kopnenog dijela uvale Špinut. Pretpostavlja se da su otkriveni ostatci dio priobalnog gospodarskog zdanja opremljenog lučkim strukturama i gospodarskim objektima.

## Zaštita
Pod oznakom Z-4576 zavedeno je kao nepokretno kulturno dobro - pojedinačno, pravna statusa zaštićena kulturnog dobra, klasificiranog kao arheološka baština.